# Myrmeleonostenus longipetiolatus
Myrmeleonostenus longipetiolatus är en stekelart som beskrevs av Jonathan 2000. Myrmeleonostenus longipetiolatus ingår i släktet Myrmeleonostenus och familjen brokparasitsteklar. Inga underarter finns listade i Catalogue of Life.